# Not 4 Sale (Kardinal Offishall)
Not 4 Sale è il quarto album in studio del rapper canadese Kardinal Offishall, pubblicato nel 2008.

## Tracce
1. Burnt (featuring Lindo P) – 4:56
2. Set It Off (featuring Clipse) – 4:38
3. Dangerous (featuring Akon) – 4:06
4. Digital Motown (featuring J Davey) – 3:47
5. Gimme Some (featuring The-Dream) – 4:16
6. Bad Like We Bad – 3:40
7. Numba 1 (Tide Is High) (featuring Rihanna) – 3:43
8. Ill Eagle Alien – 4:54
9. Nina – 3:14
10. Go Home with You (featuring T-Pain) – 4:17
11. Going In – 4:00
12. Bring the Fire Out – 3:06
13. Family Tree (Still Eyerize) (featuring Glenn Lewis) – 4:00
14. Due Me a Favour (featuring Estelle) – 6:23
15. Lighter! – 4:12